# Ranawarathana Atapaththu
Ranawarathana Atapaththu (* 13. Oktober 1986) ist sri-lankischer Fußballspieler.

## Karriere

### Verein
Bekannte heimische Vereine des Spielers waren von 2008 bis 2017 die Sri Lanka Army und seitdem steht er beim Defenders FC unter Vertrag.

### Nationalmannschaft
Von 2009 bis 2011 bestritt Atapaththu sieben Partien für die sri-lankischen A-Nationalmannschaft. In dieser Zeit nahm er mit der Auswahl an der Südasienmeisterschaft 2009 in Indien teil und kam dort zwei Mal zum Einsatz.